# مدول حجمی
ضریب کشسانی حجمی (به انگلیسی: Bulk modulus of elasticity) معیاری برای سنجش تراکم ناپذیری یک ماده است.اگر فشار در واحد حجم ماده به اندازه {\displaystyle dp} افزایش یابد حجم مورد نظر به اندازه {\displaystyle -dv} کاهش خواهد یافت. از نسبت این دو عبارت ضریب کشسانی حجمی حاصل می‌شود که به صورت زیر تعریف می‌شود:
{\displaystyle K=-V{\frac {\partial P}{\partial V}}}
از آنجایی که عبارت {\displaystyle dv/v} بدون بعد است می‌توان واحد {\displaystyle K} را بر حسب فشار بیان کرد.